# Усадьба Губина (Нижний Новгород)
Усадьба Губина — архитектурный ансамбль в историческом центре Нижнего Новгорода. Главный дом построен в 1840-е годы, флигель — в 1870-е. 
В состав комплекса усадьбы входят два здания: главный дом и флигель. С начала 1870-х годов усадьба принадлежала А. М. Губину — крупному общественному деятелю Нижнего Новгорода, дважды избиравшемуся на должность городского головы. 

## История
Территория будущей усадьбы расположена в границах исторической территории Старый Нижний Новгород, в пределах городского укрепления XVI — XVII веков — Большого острога (Большого города), который охватывал обширные территории Верхнего и Нижнего Посадов, пересекал Ковалихинский овраг и выходил на Гребешок, где спускался к Оке и проходил вдоль её берега. Внутри Большого острога располагался так называемый Верхний Посад, располагавшийся в границах современной улицы Пискунова. В 1620-х годах деревоземляные укрепления Верхнего Посада были перестроены. Планировка данной территории, известной как Малый (или Новый) острог, представляла собой радиально-концентрическую систему.
В XVII веке на современной улице Минина жили Дмитрий и Гаврил Жуковы, богатые посадские люди, в честь которых улица получила название Жуковской. Первый регулярный план Нижнего Новгорода 1770 года определял территорию Малого острога как городскую и подлежащую застройке исключительно каменными домами по красным линиям улиц. Сами улицы были пробиты в ходе Генерального межевания Нижнего Новгорода в 1784—1787 годах. К середине XIX века улицы бывшего Малого острога были застроены каменными зданиями.
Одним из таких зданий была будущая городская усадьба А. М. Губина. Главный дом усадьбы построен в 1840-х годах для купчихи (по иным сведениям — богатой мещанки) А. Н. Нестеровой. В начале 1870-х годов дом был продан и перестроен, а рядом выстроен каменный флигель усадьбы. Новым владельцем усадьбы стал Алексей Максимович Губин — купец первой гильдии и общественный деятель Нижнего Новгорода. Будучи весьма состоятельным человеком, он до 1871 года занимал ряд общественных выборных должностей в системе местного городского и сословного самоуправления: избирался купцами председателем Нижегородского ярмарочного биржевого комитета, был попечителем ряда учебных заведений и тюремного острога, избирался горожанами почётным мировым судьёй. После реформы городского самоуправления 1870 года и создания городской управы был избран городским головой в 1871 году.
Под руководством А. М. Губина решались важные вопросы городского благоустройства, была учреждена городская пожарная артель, открыт городской родильный дом, впервые создан адресный стол, открыто Владимирское реальное училище, создана Нижегородская речная полиция.                 